# Kulturverleger
Ein Kulturverleger (auch Individualverleger) ist ein Verleger, der anspruchsvolle Literatur auch einem breiteren Publikum zugänglich machen will. Dieser Verlegertypus bildete sich in Deutschland um die Wende vom 19. zum 20. Jahrhundert heraus. 
Der Kulturverleger wollte das Kulturbuch zum Massenbuch machen, anstatt avantgardistische Werke für eine elitäre Bevölkerungsschicht zu produzieren. Somit ordnete er den Profit seines Unternehmens der Überzeugung unter, einen kulturfördernden Auftrag zu  verwirklichen. Ferner hatte dieser Verlegertyp im Gegensatz zu den kommerziell ausgerichteten Verlegern eine persönlichere Bindung zu seinen Autoren. Er betrachtete sie als Partner bzw. Freunde, unterstützte ihre Öffentlichkeit und vertrat deren Werke sogar vor Gericht.
Kulturverleger konnten sich nur in einer Epoche außerordentlicher geistiger Leistung etablieren, eben zu Beginn des 20. Jahrhunderts. 

## Wilhelm Friedrich
Als erster Kulturverleger kann Wilhelm Friedrich bezeichnet werden. Er wollte mit seinen Publikationen Leser bewusst lenken und trug wesentlich zur Rezeption von moderner ausländischer Literatur (besonders Émile Zola) und Werken des Naturalismus bei. Durch sein gesellschaftskritisches Literaturprogramm geriet er in Konflikt mit der Justiz und verlor damit an Ansehen beim Publikum. 
Friedrich entschied sich auch für die „falsche“ Richtung des Naturalismus. Dieser spaltete sich Ende des 19. Jahrhunderts in das Münchner und Berliner Lager auf. Friedrich bevorzugte den süddeutschen Stil, wodurch sein Unternehmen auf dem Markt endgültig an Bedeutung verlor.

## Samuel Fischer
Samuel Fischer wählte aktuelle Zeitströmungen besser aus. Er stand in der Nachfolge Wilhelm Friedrichs und konnte sehr gut neue Talente aufspüren. Er erkannte das schnelle Überleben der Avantgarde und ließ daher neue literarische Formen zu, was ein wichtiger Faktor seines langjährigen Erfolgs wurde. Zu seinen Autoren zählten Tolstoi, Zola sowie die Naturalisten Henrik Ibsen und Gerhart Hauptmann. 1897 verlegte er das Erstlingswerk von Thomas Mann. Auch Hermann Hesse und Jakob Wassermann ließen ihre Bücher bei S. Fischer veröffentlichen. Er entwickelte sich bald zum bedeutendsten deutschen Verlag der klassischen Moderne.

## Weitere Kulturverleger
Als weitere Kulturverleger können Eugen Diederichs, Anton Kippenberg, Kurt Wolff, Georg Müller, Albert Langen, Ernst Rowohlt sowie Reinhard Piper und Axel Juncker betrachtet werden. Dabei konnte die Ausrichtung des Verlagsprogramms sehr unterschiedlich gestaltet sein:
- Eugen Diederichs spezialisierte sich sowohl auf die Herausgabe von Werken bekannter Romantiker (Brentano, Friedrich Hölderlin, Novalis, Ludwig Tieck) als auch auf Schriften, für die er den Begriff "Neuromantik" verwandte.

- Anton Kippenberg sah seine Hauptaufgabe im Publizieren der Bücher von Goethe und Rainer Maria Rilke.

- Reinhard Pipers großes Interesse galt der Bildenden Kunst.

Die um die Jahrhundertwende entstandenen Kulturverlage lehnten die neue Strömung des Expressionismus ab. Einzig Ernst Rowohlt und Kurt Wolff nahmen sich Schriften von Franz Kafka, Else Lasker-Schüler, Georg Trakl oder Robert Walser an. Sie markierten damit die nächste Generation von Kulturverlegern. 
Alle genannten Personen verband jedoch das Anliegen, mit ihren veröffentlichten Titeln einen wichtigen Beitrag zur kulturellen Entwicklung der deutschen Bevölkerung zu leisten. Damit waren sie nicht nur Begleiter der literarischen Moderne, sondern auch ein entscheidender Bestandteil derselben.